# LGBTQ u Belizeu
LGBTQ osobe mogu naići na diskriminaciju u Belizeu, premda su se stavovi polako mijenjali.
Prema Kaznenom zakonu Belizea, istospolni su odnosi bili ilegalni do 2016. godine. Sama homoseksualnost nije bila ilegalna. Vrhovni sud proglasio je „zakon sodomije“ neustavnim. Katolička Crkva imala je negativnu retoriku prije dekriminalizacije, smatrajući da će Belize legalizirati bračnu jednakost. 
Ustav Belizea zabranjuje diskriminaciju na temelju seksualne orijentacije.

## Poznate osobe
- Caleb Orozco – aktivist